# MreB
MreB é uma proteína encontrada em bactérias e foi identificada como uma homólogo de actina, como indicado pelas suas semelhanças em estrutura terciária e conservação da sequência de aminoácidos do sítio ativo. A conservação da estrutura proteica sugere a existência de um ancestral comum dos elementos citoesquelético formados pela actina, encontrada em eucariotas, e MreB, encontrada em procariontess. De facto, estudos recentes descobriram que as proteínas MreB polimerizam-se para formar filamentos que são semelhantes aos microfilamentos da actina. Foi demonstrado que formam folhas multicamadas que compreendem filamentos entrelaçados diagonalmente na presença de ATP ou GTP.
O MreB juntamente com o MreC e o MreD são assim designados em homenagem ao operão mre (aglomerado de genes para a formação de m'ureina E) ao qual pertencerem.

## Função
O MreB controla a largura das bactérias bacilares, como a Escherichia coli. Uma mutante de E. coli que produz proteínas MreB defeituosas será esférica (coco) em vez de bacilar. Além disso, a maioria das bactérias que são naturalmente esféricas não possuem o gene que codifica o MreB. Os membros da Chlamydiota são uma exceção notável, uma vez que estas bactérias utilizam a proteína para a síntese de peptidoglicano localizada no septo. Os procariotas que possuem o gene mreB podem também ter forma helicoidal.
Durante muito tempo pensou-se que o MreB formava um filamento helicoidal por baixo da membrana plasmática; no entanto, este modelo foi desafiado em três publicações recentes que mostraram que estes filamentos não podem ser vistos na criotomografia electrónica e que o GFP-MreB pode ser visto em áreas que se movem em torno da circunferência celular. Observou-se que interagem com diversas proteínas que demonstraram estar envolvidas no crescimento (por exemplo, as PBP2). Portanto, provavelmente direciona a síntese e inserção de novas unidades de construção peptidoglicano em camadas de peptidoglicano já existentes para permitir o crescimento em comprimento da bactéria.